# Klokočka
Klokočka ist ein Ortsteil der Stadt Bakov nad Jizerou  in Tschechien. Er liegt etwa 3,7 Kilometer nordwestlich der Stadt im Tal des Baches Rokytka und besteht aus einem barocken Gebäudeensemble mit Kapelle und Forsthaus. Die Gebäude umgeben eine kalte Mineralquelle, die als heilkräftig gilt. Der Name Klokočka leitet sich von einer Pimpernuss (tschechisch Klokoč) ab, die ursprünglich über der Quelle wuchs. Klokočka hat sieben ständige Einwohner.

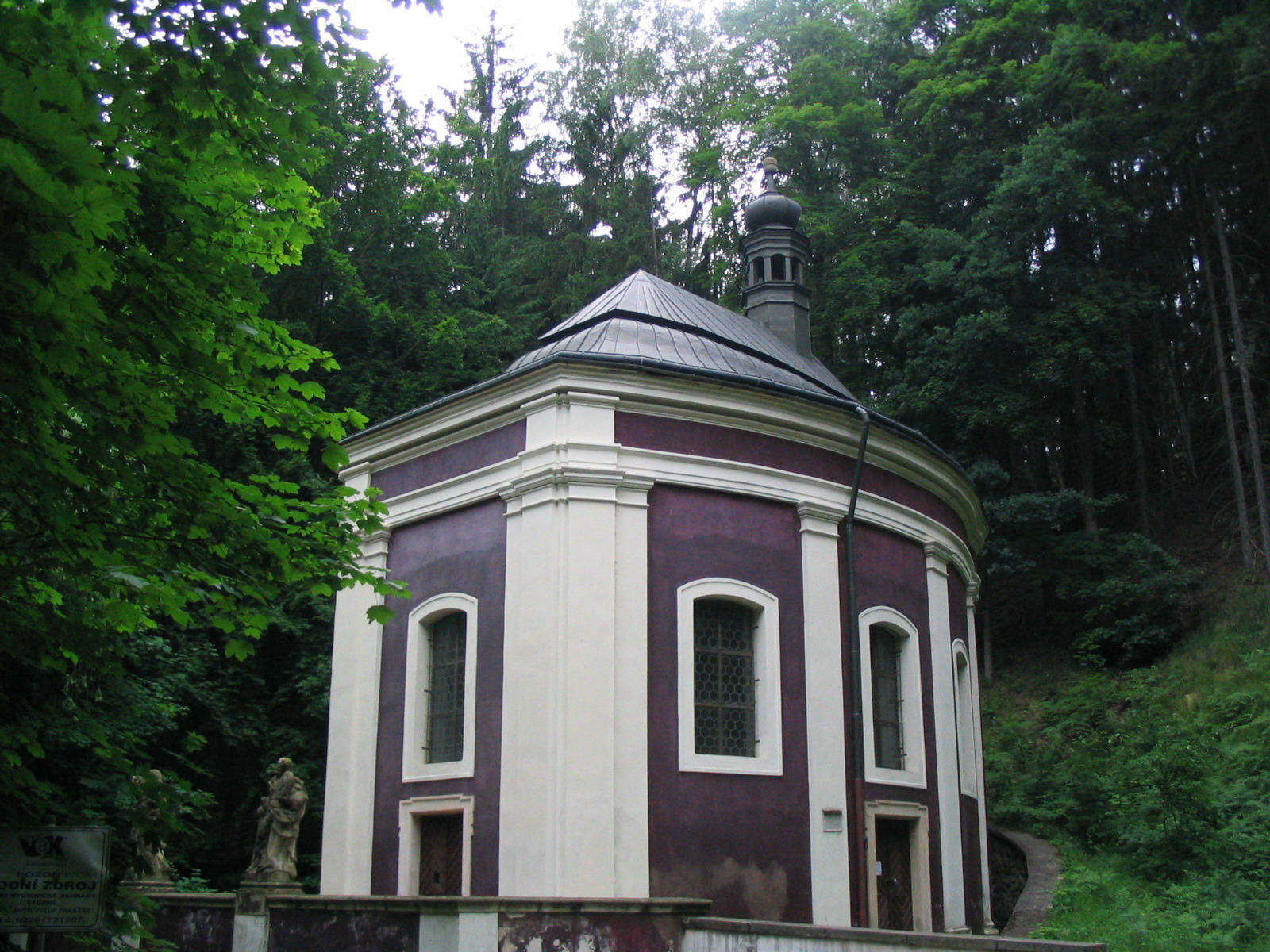
Kapelle des Hl. Stapinus über der Quelle in Klokočka

## Geschichte
Direkt über dem Austritt des Wassers ließ Gräfin Marie Margarethe von Waldstein in den Jahren 1724–30 anstelle eines älteren Holzgebäudes eine steinerne Kapelle errichten und dem Heiligen Stapinus, dem Patron der Gichtkranken, weihen. Die Weihe fand am 4. Juli, dem Tag des Heiligen Prokop, statt; das Gotteshaus trägt daher auch den volkstümlichen Namen Prokop-Kapelle. Der elliptische Bau mit halbkreisförmigem Presbyterium besitzt einen barocken Altar von 1742 mit einem Bild des Hl. Stapinus und Rokoko-Seitenaltäre aus dem Jahr 1794. Auf der Terrasse, die die Quelle überdacht, stehen zwei Statuen der Heiligen Iwan und Johannes Nepomuk.
Ebenfalls noch in den 1720er Jahren entstand nahe der Quelle ein kleines Kurbad. Das Bad war bis zum Ende des 18. Jahrhunderts im Betrieb, kam dann aus der Mode und wurde geschlossen. Das Hauptgebäude dient seit 1832 als Forsthaus. 1843 wurde es im Stil des Klassizismus umgestaltet.
Ein Abschnitt des bewaldeten, feuchten Tal des Baches Bělá, der hier natürlich mäandriert, steht seit 1956 als Nationales Naturdenkmal Klokočka unter Naturschutz. Etwas abseits der Siedlung wird hier auf 2,37 Hektar eine der beiden tschechischen Lokalitäten des Sibirischen Goldkolbens geschützt. Außerdem siedelt hier eine starke Population der Bauchigen Windelschnecke. Beide Arten werden an diesem Standort als Glazialrelikte betrachtet.
Das Forsthaus und die Kapelle sind auf einer Nebenstraße aus Bakov oder Ptýrov erreichbar. Die Quelle ist öffentlich zugänglich, Trinkwasser kann entnommen werden. Durch das Reservat führen keine markierten Wege.